# Залізна маска
Залізна маска (фр. Le Masque de Fer), також Людина у залізній масці (фр. L'Homme au Masque de Fer; 1640-і — 19 листопада 1703) — таємничий в'язень з номером 64489001 епохи короля Людовика XIV, заарештований в 1669 або 1670 році і утримувався у деяких французьких в'язницях, у тому числі у Бастилії (з 1698 роки) і Піньєроль (нині Пінероло, Італія). Упродовж 34 років його охоронцем була одна і та ж людина, Бенінь Доверн де Сен-Мар. В'язень помер 19 листопада 1703 року і був похований під ім'ям «Marchioly». Його обличчя ніхто не бачив, оскільки він носив маску з чорного оксамиту. Особа в'язня до цього часу залишається загадкою: історики висували різноманітні теорії, які були відтворені у книжках і фільмах.
Відомий письменник і філософ Вольтер у своєму другому виданні «Питань до Енциклопедії» (1771 рік) висунув версію, що в'язень мав не оксамитову, а залізну маску, і що під цією маскою ховався позашлюбний старший брат Луї XIV. Поодинокі історичні відомості про людину у масці можна отримати із листування Сен-Мара зі своїм керівництвом у Парижі. За іншими версіями, в'язнем був такий собі Есташ Дожу (фр. Eustache Dauger), учасник кількох політичних скандалів кінця XVII століття, проте і ця теорія не є переконливою.
Національні архіви Франції змогли в 2015 році оцифрувати і опублікувати в Інтернеті оригінальні документи, пов'язані зі справами Сен-Мара. Один із таких документів (64 сторінки) було складено у 1708 році у Бастилії, а інший (68 сторінок) у цитаделі на острові Сент-Маргерит у 1691 році. Вони вважалися втраченими понад 100 років, доки їх не виявили у 2015 році разом зі 100 мільйонами документів Центрального нотаріального відділення
Було встановлено, що близько 800 документів, які належали Сен-Мару, були проаналізовані після його смерті і підтвердили його жадібність і захланність. Він витрачав на себе і свої забаганки всі кошти, що виділялися Луї XIV на утримання в'язня. Там же міститься опис камери, у якій перебував в‘язень у масці: зі всіх зручностей був лише матрац, на якому той міг спати. При науковій підтримці Національної бібліотеки Франції і її колекцій старовинних тканин вдалося в 2015 році створити першу віртуальну реконструкцію тюремної камери Залізної Маски.
Образ «Людини у залізній масці» мав величезний вплив на художню літературу. Він згадується у романі «Віконт де Бражелон» Олександра Дюма: в'язнем є брат-близнюк Людовика XIV. Дюма також представив у шостому томі «Славних злочинів» у розділі «Людина у залізній масці» список всіх можливих теорій з приводу того, ким був загадковий в'язень.

## Біографія в'язня

### Арешт та ув'язнення

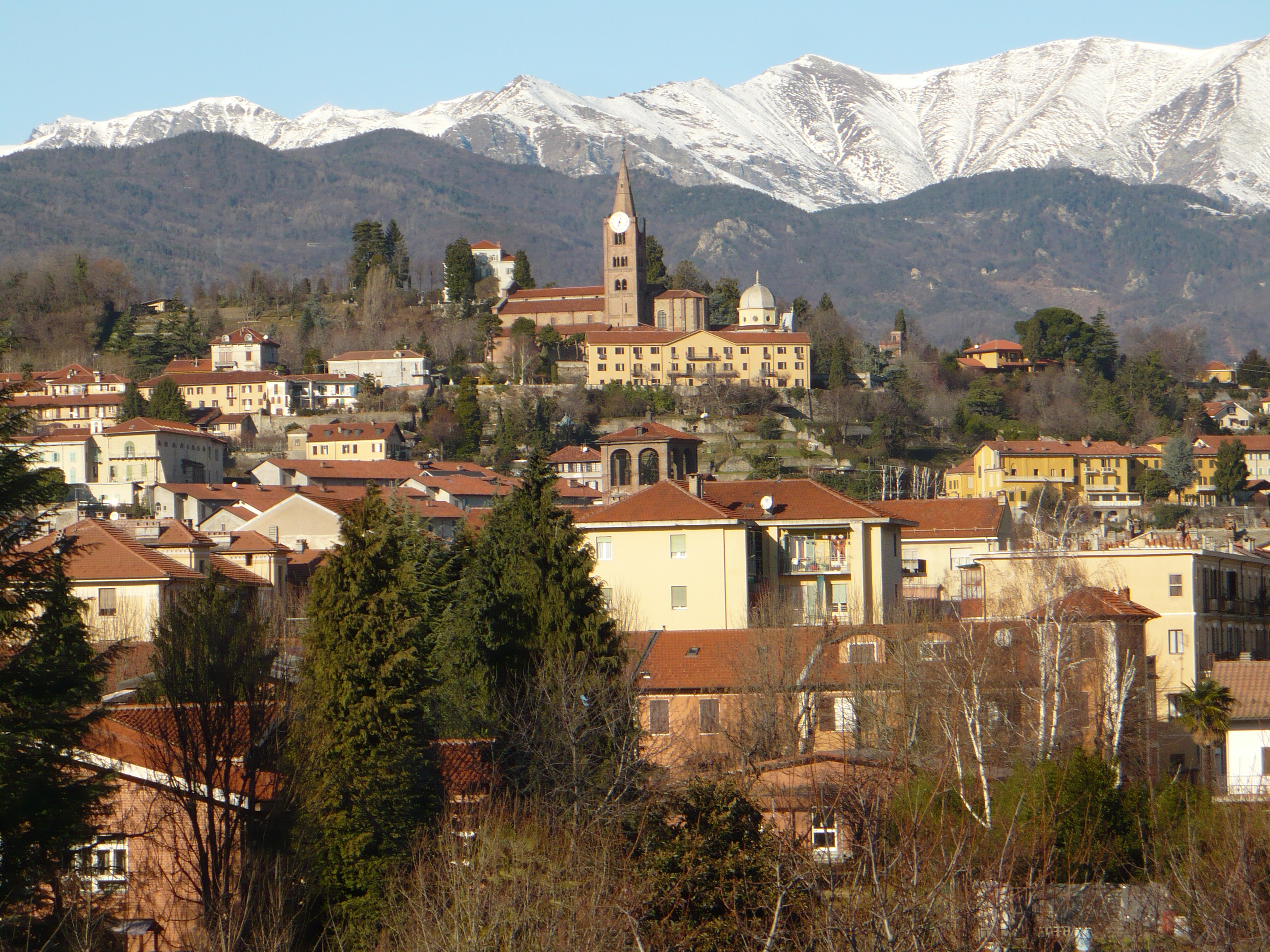
Місто Пінероло

У липні 1669 військовий міністр Людовика XIV маркіз де Лувуа надіслав листа Беніню Доверну де Сен-Мару, начальнику в'язниці Піньєроль (в той час місто Пінероло належав Франції) про прибуття в'язня під ім'ям «Есташ Дожу» протягом наступного місяця. Це вважається першою писемною згадкою Людини у залізній масці. Лувуа наказав Сен-Мару підготувати камеру з безліччю дверей, які б закривалися одна за одною так, щоб ніхто не міг почути, що відбувається в камері. Сен-Мар міг бачити в'язня тільки раз на день, щоб надати йому все необхідне, але не більше, ніж камердинеру. Деякі історики вважали, що бранця нібито належало вбити, якщо він заговорить про будь-що.
Ім'я в'язня у листі було вписано іншим почерком, що передбачало, що хтось із слуг Лувуа міг це зробити. «Дожу» було заарештовано капітаном Александром де Воруа, комендантом Дюнкерку, і засланий до Піньєроль, куди прибув наприкінці серпня. За іншими даними, арешт відбувся в Кале, про що не знав навіть місцевий губернатор, припускаючи, що за капітаном дде Воруа полювали іспанські солдати, що потрапили на територію Франції з іспанських володінь в Нідерландах. Тоді ж почалися суперечки про те, хто був цим в'язнем. Відповідно до більшості тлумачень легенди, в'язень ніколи не знімав маску.

### Людина у масці як слуга

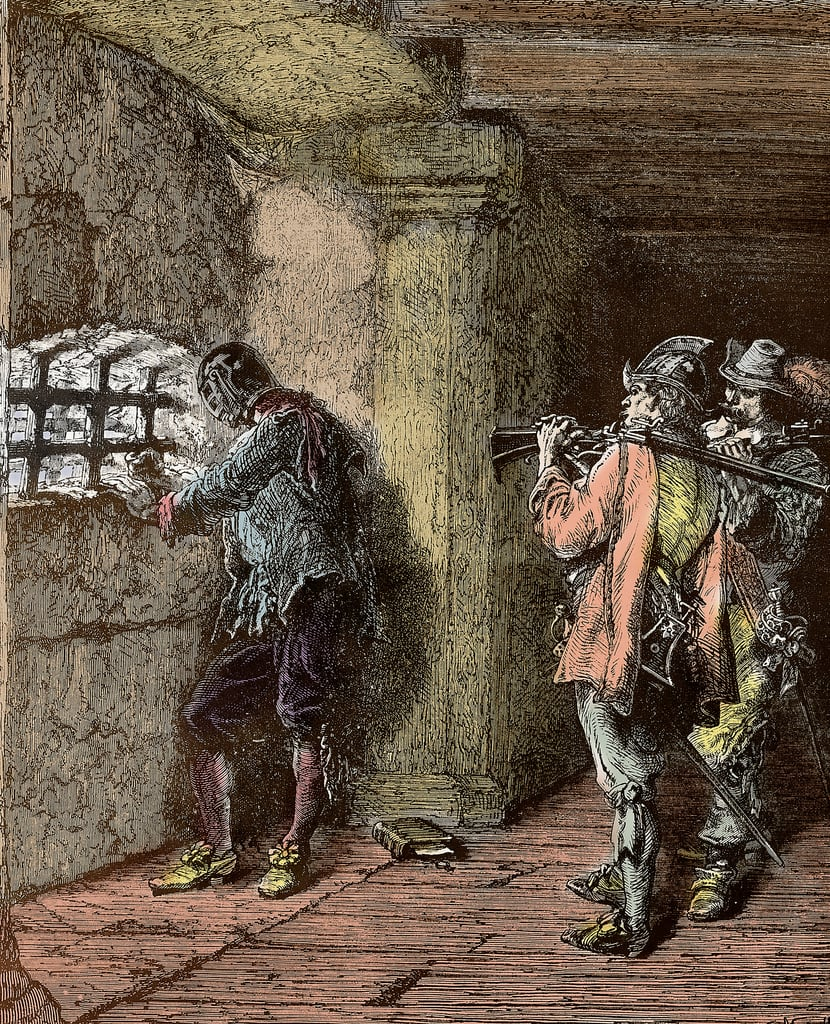
Гравюра 1872 року

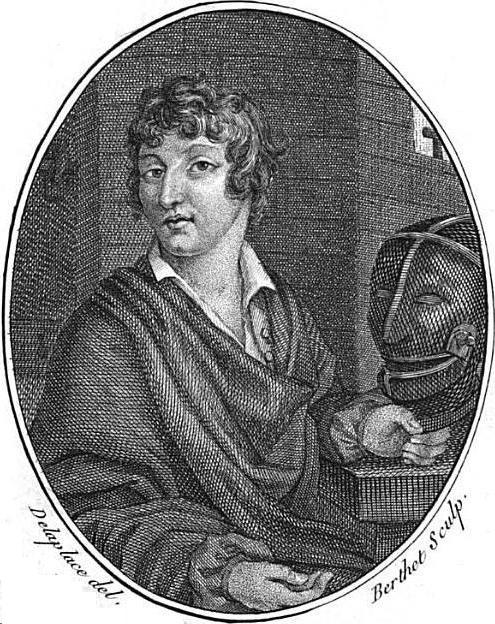
Ймовірний портрет в'язня авторства Жана-Жозефа Реньо-Варана

До в'язниці Піньєроль відправляли державних злочинців, тому зазвичай там було декілька людей. Серед в'язнів цієї в'язниці були граф Ерколе Антоніо Маттіолі, якого засудили за подвійний перетин кордону Франції і за порушення угоди з приєднання замку Касале; суперінтендант фінансів Ніколя Фуке, що попався на привласненні грошей; Антуан Номпар де Комон, який сватався до кузини короля Анни де Монпансьє без схвалення самого короля. Камера Фуке була поверхом вище камери де Лозена.
У листах до Лувуа Сен-Мар писав, що «Дожу» — тихий і скромний чоловік, який не представляє небезпеки і відданий волі Бога і Короля, в той час як інші в'язні намагалися влаштувати втечу, скаржилися, істерили або божеволіли. Повної ізоляції не було, у ув'язнених були слуги. Так, у Фуке був слуга на ім'я Ла Рив'єр, проте подібні слуги власне по положенню не відрізнялися від арештантів. Коли Ла Рив'єр хворів, то Сен-Мар клопотав дозволити Дожу зайняти тимчасово посаду слуги. Лувуа дозволив це робити в 1675 році тільки в тих випадках, коли Ла Рив'єра неможливо було попросити і якщо Фуке не бажав будь-кого бачити. Якщо ж Фуке і де Лозен зустрічалися, то «Дожу» не мав бути присутнім.
Хоча Фуке був приречений провести залишок днів в ув'язненні і зустріч з в'язнем у масці нічого не змінювала, де Лозен очікував якнайшвидшого звільнення, але очікувалося, що він не мав навіть розкривати особистості в'язня. Фахівці з XVII століття вважають, що хоча по протоколу не належало представнику королівської сім'ї бути як слуга, тоді ж з'явилися перші чутки про те, що в'язень у масці був королівського походження.
В 1680 році Сен-Мар після кончини Фуке виявив секретну лазівку між камерами Фуке і де Лозена, припустивши, що вони могли перемовлятися і що де Лозен дізнався про існування «Дожу». Лувуа у відповідь на це повідомлення наказав Сен-Мару перевести де Лозена в камеру Фуке і переконати, що «Дожу» та Ла-Рив'єр були звільнені, хоча насправді їх перевели в іншу частину в'язниці.

### В інших в'язницях

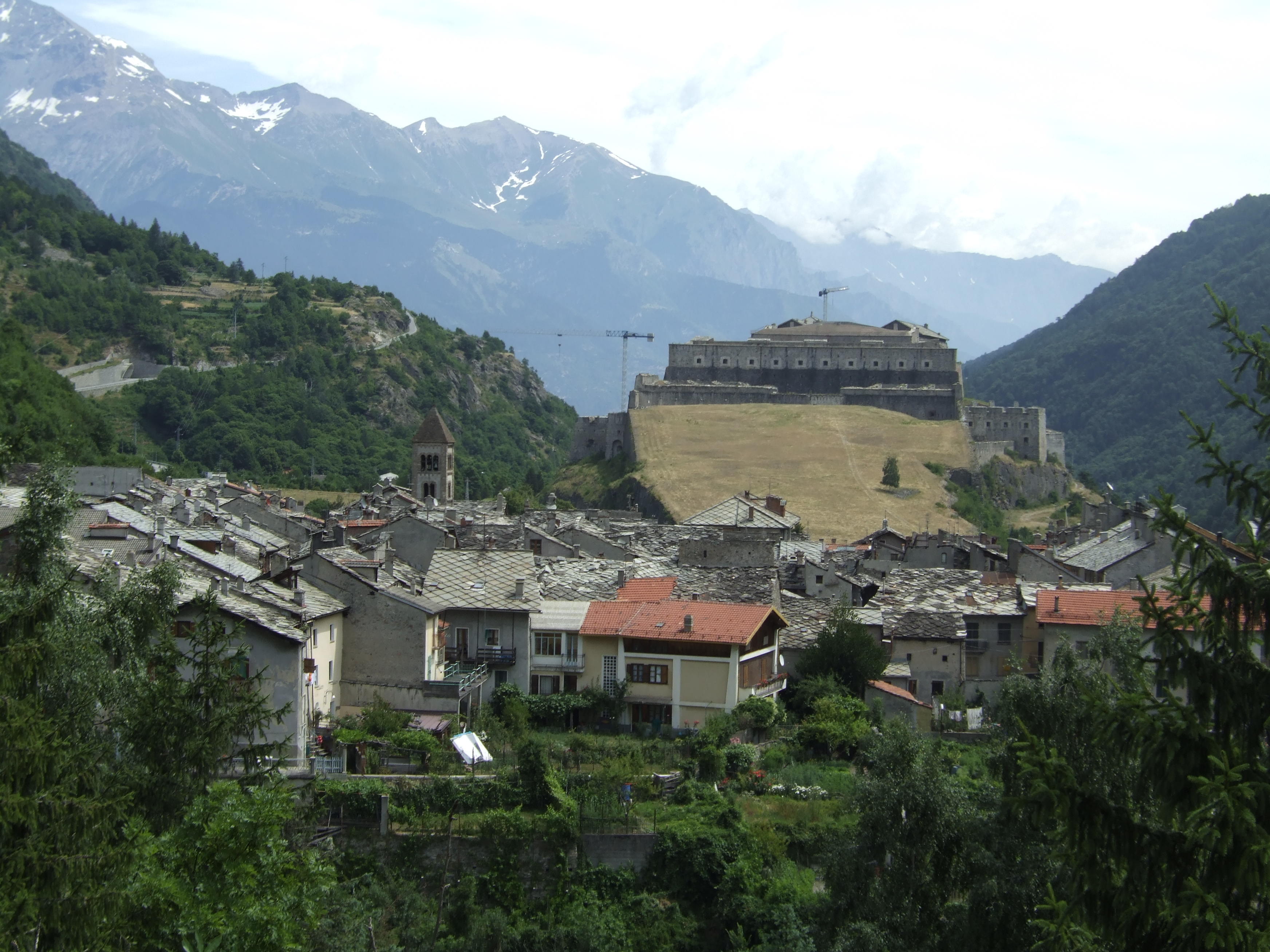
Форт Ексиллес

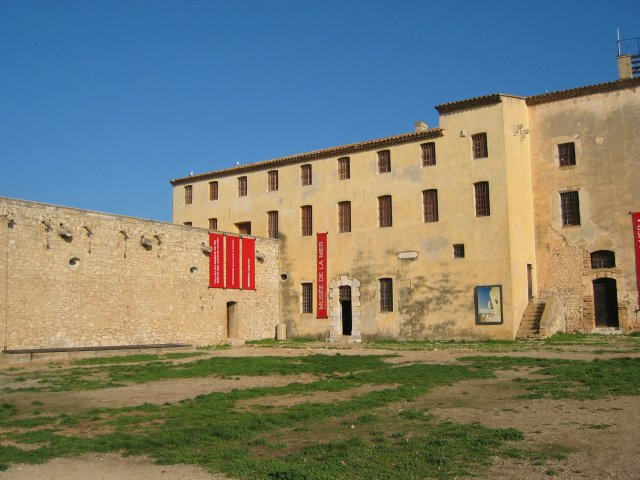
Острів Сент-Маргерит

В 1681 році де Лозен був звільнений, а Сен-Мара призначили губернатором форту Екзіль (нині місто Ексіллес), куди були заслані людина у масці і Ла-Рив'єр. У січні 1687 помер Ла-Рив'єр, і Сен-Мар і «Дожу» вирушили на острів Сен-Маргерит (за 1 милю від Канн). Тоді ж поширилися чутки, що в'язень носить залізну маску, і знову його відправили в камеру з безліччю дверей. 18 вересня 1698 року Сен-Мар став начальником Бастилії, куди відправили і відомого в'язня, поселивши його в третій камері вежі Бертодьер з великою кількістю меблів. Заступник начальника в'язниці де Розарж зобов'язався годувати в'язня. Лейтенант дю Жонка, офіцер в'язниці, зазначив, що в'язень носив маску з чорного оксамиту.
19 листопада 1703 року в'язень у масці помер і був похований під ім'ям «Marchioly». Всі меблі і одяг спеціально знищили, зафарбувавши стіни і розплавивши всі металеві речі. В 1711 році Єлизавета Шарлотта Пфальцька відправила листа своїй тітці Софії Ганноверської, в якому стверджувала, що з полоненим добре поводились і давали йому все необхідне, проте два мушкетери, щоб в'язень не розповів, хто він є насправді, готові були вбити його в разі, якщо він зніме маску. Ці відомості також породили безліч чуток.

## Інтерес до особистості
Доля загадкового в'язня і свідоме знищення всіх його слідів перебування стали причиною інтересу істориків і появі багатьох легенд. Було складено безліч теорій і кілька книг, а після виявлення листів дискусії посилилися. Найпопулярнішими версіями у той час були, що під маскою був якийсь маршал Франції, або Генрі Кромвель (син Олівера Кромвеля), або ж герцог Франсуа де Бурбон-Вандом. Такі письменники, як Вольтер або Александр Дюма висловлювали і аналізували багато теорій про людину у масці.

## Версії
Перші відкриті відомості про таємничого в'язня з'явилися в книзі «фр. Mémoires secrets pour servir à l'histoire de Perse» («Таємні записки з історії перського двору», Амстердам, 1745—1746), з якої випливало, що «Залізна Маска» — це герцог Вермандуа, позашлюбний син Людовика XIV і Луїзи де Лавальєр, який нібито дав ляпаса своєму єдинокровному братові, Великому Дофіну, і відкупив цю провину вічним ув'язненням. Версія ця неправдоподібна, так як реальний Людовик Бурбонський помер ще в 1683 році, у віці 16 років. Зараз існують десятки найрізноманітніших гіпотез про цього в'язня і причини його ув'язнення.
Деякі голландські письменники припускали, що «Залізна Маска» — іноземець, молодий дворянин, камергер королеви Анни Австрійської і справжній батько Людовика XIV. Лагранж-Шансель намагався довести, в «фр. L'année littéraire» (1759), що Залізна Маска був ніхто інший, як герцог Франсуа де Бофор, що було повністю спростовано фр. Н. Aulaire в його «фр. Histoire de la fronde». Достовірні відомості про «залізну маску» дав вперше єзуїт Гріффіт, що був 9 років духівником в Бастилії, у своєму «фр. Traité des différentes sortes de preuves qui servent à établir la vérité dans l'Histoire» (1769), де він наводить щоденник дю Жонка, королівського лейтенанта у Бастилії, і список померлих церкви Св. Павла. З цього щоденника, 19 вересня 1698 року з Сент-Маргерит був переданий у паланкіні в'язень, ім'я якого було невідомо і особа якого було постійно закрите чорною оксамитовою (а не залізною) маскою. Взагалі Гріффіт схилявся до висловленої у «фр. Mémoires secrets» думки про особу у «залізній масці».

### Представники королівської сім'ї
Вольтер у своєму творі «Століття Людовика XIV» (1751) пробудив загальний інтерес до цієї загадкової особистості, вперше виклавши легенду, згідно з якою «Залізна Маска» був незаконним сином Анни Австрійської і кардинала Мазаріні — по-факту він був братом Людовика XIV. Ця версія ставиться під сумнів багатьма істориками. У сьомому виданні «фр. Dictionnaire philosophique» у статті про «Анну Австрійську» Вольтер повернувся до історії «залізної маски», вказавши, що він ймовірно знає особистість в'язня, але, як француз, має мовчати.

#### Незаконний брат/брат-близнюк Людовика XIV
У творі «Залізна маска» авторства Марселя Паньоля стверджується, що обставини народження Людовика XIV досить загадкові, внаслідок чого автор припустив: у Людовика був брат-близнюк, який народився трохи пізніше нього, проте немовля приховали від сторонніх очей, щоб виключити будь-яку суперечку за трон Паньоль називає ім'я цієї людини — Джеймс де ля Клош, який виріс на острові Джерсі і пізніше підготував змову проти Людовика XIV на чолі з Ру де Марсильи. В 1669 році Джеймса заарештували після страти Ру, який під тортурами видав змовника. Цю ж версію підтримував абат Суляві, що видав «Мемуари маршала Рішельє» (фр. Mémoires du Maréchal de Richelieu, Лондон і Париж, 1790), але висував інше трактування — Людовик XIII наказав таємно виховати цього принца, щоб запобігти лиху, яке мало відбутися для династії від цього подвійного народження, відповідно до якогось передбачення. Проте після смерті Мазаріні Людовик XIV дізнався про народження брата, велів його ув'язнити і, з огляду на їх вражаючу схожість, змусив його носити маску. Під час революції ця думка вважалася найімовірнішою.
Деякі історики, на кшталт Жан-Крістіан Петіфіс, заперечують цю версію і називають як контраргумент факт, що обставини народження Людовика XIV були приховані будь-ким: пологи відбулися у присутності королівського двору. Паньоль ж заперечує, вказуючи на те, що Людовик XIII відправився в каплицю Святого Германа, де виконувався Te Deum, що було незвичним. Зазвичай цей гімн звучав за кілька днів до народження спадкоємця. Вважалося, що королева залишалася тільки з повитухою в очікуванні народження другої дитини. Плутанина в визначенні того, хто народився раніше з близнюків, могла стати загрозою для трону. В принципі, народження близнюків в династіях Капетингів, Валуа, Бурбонів і Орлеанських не було незвичайним фактом.. Александр Дюма висував схожу історію в романі «Віконт де Бражелон», називаючи близнюка Людовіка XIV в'язнем у залізній масці, і ця книга послужила основою для багатьох схожих фільмів.
Проте Вольтер вказує, що «залізною маскою» був саме старший брат Людовика XIV, незаконний син Анни Австрійської. Впевненість в її безплідності була спростована народженням незаконного сина, а вже потім вона народила Людовика XIV від свого чоловіка. Людовик XIV дізнався про єдиноутробного брата, вже будучи повнолітнім, і наказав його ув'язнити.

#### Батько Людовика XIV
Х'ю Росс Вільямсон вважає, що у «залізній масці» переховувався справжній батько Людовика XIV Вважалось, що Людовик XIV народився в 1638 році, вже коли Людовик XIII протягом 14 років не спілкувався з дружиною. Його фізіологічні дані з великою часткою ймовірності не дозволяли стати йому батьком спадкоємця. У разі смерті Людовика на трон зійшов би його брат Гастон Орлеанський, якого не бажали бачити на троні ні Рішельє, ні Людовик XIII, ні королева.
Відповідно до теорії Вільямсона, Рішельє знайшов незаконного сина або онука Генріха IV, який вступив в інтимний зв'язок з королевою, а та народила спадкоємця. Невідомий батько втік у французькі колонії в Америці, після чого повернувся в 1660-і роки до Франції з великою сумою грошей в обмін на збереження його таємниці і був відправлений до в'язниці. Ця теорія могла б пояснити, чому особистість бранця не відкривали і просто не вбили. У разі розкриття правди Людовіка XIV визнали б узурпатором престолу. Одним з перших подібну версію розробив Х'ю Сесіл, 1-й барон Куїксвуд, проте стверджував, що його ідея чисто гіпотетична. Вільямсон же вважав, що вона досить правдоподібна і пояснює всі причини таємниці в'язня у залізній масці, проте її серйозним недоліком є неможливість встановити вік в'язня.
Історик Робер Амбелен повідомляє, що королева дійсно побоювалася визнання факту, що Людовик XIII — не справжній батько Людовика XIV. Як справжнього батька Людовика XIV історики називають різних осіб: капітана кардинальської гвардії Франсуа Доже де Кавуа, принца Конде і навіть кардинала Мазаріні. Linguet, у своїй «фр. Bastille devoilée», називає батьком Залізної Маски герцога Бекінгема, а St. Michel оприлюднив книгу, в якій намагався довести таємний шлюб королеви Анни з Мазаріні.

### Генерал Вів'єн де Булонд
В 1890 році військовий історик Луї Жандрон виявив серію зашифрованих листів Людовика XIV і передав їх криптоаналітику Етьєну Базері з департаменту криптографії французької армії. Пропрацювавши три роки, Базері зміг розшифрувати архіви Людовика XIV, зашифровані Великим шифром системою Россіньоло. Зокрема, в одному з листів знаходилося повідомлення про в'язня, якого звали Вів'єн де Булонд, генерал французької армії. Один з листів, написаний Лувуа, вказував на те, за що де Булонда ув'язнили.
Як встановили історики, де Булонд зганьбив себе і французьку армію під час дев'ятирічної війни В 1691 році при облозі Кунео він дізнався про наближення австрійських військ і у паніці наказав відступити, кинувши спорядження і поранених. Розгніваний вчинком Людовик XIV склав лист, в якому було зазначено:

Не обов'язково, щоб я пояснив Вам, з яким незадоволенням Його Величність дізнався про безлад, з яким всупереч вашим наказом і без необхідності месьє де Булонд вирішив припинити облогу Кунео, оскільки Його Величність краще за всіх знає про наслідки і про те, яке велике буде упередження, яке спіткає його через те, що він не зайняв це містечко, яке потрібно буде брати взимку. Бажають, щоб ви заарештували пана де Булонда і відправили його до фортеці Піньєроль, де Його Величність хоче, щоб ви тримали його вночі в камері, а днем дозволяли йому вільно прогулюватися по валам разом з 330 309.
Оригінальний текст (фр.)
Il n'est pas nécessaire que je vous explique avec quel déplaisir Sa Majesté a appris le désordre avec lequel contre votre ordre et sans nécessité Monsieur de Bulonde a pris le parti de lever le siège de Coni puisque Sa Majesté en connaissant mieux que personne les conséquences connait aussi combien est grand le préjudice que l'on recevra de n'avoir pas pris cette place dont il faudra tâcher de se rendre maître pendant l'hiver. Elle désire que vous fassiez arrêter Monsieur de Bulonde et le fassiez conduire à la citadelle de Pignerol où Sa Majesté veut qu'il soit gardé enfermé pendant la nuit dans une chambre de ladite citadelle et le jour ayant la liberté de se promener sur les remparts avec un 330 309.

Кодові групи 330 і 309 не вдалося розшифрувати: прихильниками версії про арешт де Булонда і ув'язнення його у масці передбачається, що слово 330 означає «masque» — маска, а 309 означає точку. Проте інші стверджують, що про арешт Булонда всі знали, що його вчинок засудили в газетах і самого відпустили через декілька місяців. Смерть його зафіксована в 1709 році, через шість років після смерті в'язня у масці.

### Слуга
За версією законодавця часів Французької революції П'єра Ру-Фазільяка, історію про в'язня у залізній масці могли створити шляхом змішування фактів з життя слуги Есташ Дожу і графа Ерколе Антоніо Маттіолі. За версією Ендрю Ланга, автора книги «Трагедія камердинера та інші історії» (англ. The Valet's Tragedy and Other Stories, 1903), під ім'ям Дожу переховувався дехто Мартін, який служив Ру де Марсильї. Після страти його господаря Мартіна відправили до в'язниці, оскільки він занадто багато знав про справи де Марсильї.

### Син Карла II
Артур Барнс у книзі «Людина маски» (англ. The Man of the Mask, 1908) припустив, що в'язень у залізній масці Джеймс де ля Клош — незаконний син короля Англії Карла II, протестанта за віросповіданням і секретного представника короля при дворі. Людовик XIV міг ув'язнити Джеймса, оскільки той знав надто багато таємниць про відносини Англії і Франції.
Ще один незаконний син Карла, Джеймс Скотт, 1-й герцог Монмаут, протестантського віросповідання, також вважається претендентом на місце в'язня у залізній масці. Будучи протестантом, Джеймс повстав проти свого дядька, короля Англії Якова II, католика за віросповіданням. Повстання провалилося, і Монмаута стратили в 1685 році. Однак письменник Сен-Фуа в 1768 році повідомив, що тоді була страчена інша людина, а герцог Монмаут і став в'язнем у залізній масці. В інтересах Людовика XIV було допомогти королю-католику, якому було необов'язково вбивати свого племінника. Усі твердження Сен-Фуа засновані переважно на домислах і теоріях змови про те, що страта Монмаута була фікцією.

### Італійський дипломат і авантюрист Маттіолі
В XIX столітті найімовірнішою стала версія, що полоненим в чорній оксамитовій масці був граф Ерколе Антоніо Маттіолі, чиє прізвище могли помилково записати як «Marchioly». Маттіолі був італійським дипломатом, який нібито збирався продати в 1678 році Людовику XIV фортецю Казале, якою володів герцог Мантуї Карл IV, що мав великі борги. Фортеця знаходилася на кордоні з Францією і грала стратегічну роль у захисті кордонів Мантуї, а французька присутність там було небажаною. Маттіолі, який отримав суму в 10 тисяч скудо і дорогі подарунки, розкрив таємницю Савойї, Іспанії (супротивникам Франції на політичній арені) і Австрії і уклав свою позицію з владою ще до введення військ Франції на територію фортеці.
Дізнавшись про обман Людовик XIV розпорядився викрасти Маттиоли і ув'язнити його у Піньєроль у квітні 1679 року. Через два роки французи захопили Казале. Надалі Маттіолі був ув'язнений на острові Сент-Маргерит, а потім у Бастилії. Прихильники версії вважають, що в 1703 році його поховали в церкві Святого Павла, змінивши ім'я на могилі з «Mattioli» на «Marchioly», і схожість цих прізвищ є доказом того, що у масці був саме Маттіолі. Високоповажний Агар-Елліс, Джордж, 1-й барон Дувр першим припустив, що Маттіолі був в'язнем у масці, заснувавши свої припущення на документах з французьких архівів 1820-х років, і опублікував свою книгу в 1826 році.
Через 70 років німецький історик Вільгельм Брекінг незалежно від Агар-Елліса прийшов до тих же висновків, а незабаром Роберт Чемберс в «Книзі днів» висловив абсолютно ту саму думку.
Слабким місцем цієї версії є те, що Маттіолі ніколи не переводили в Ексіллес або Бастилію, згідно з ранніми листами Сен-Мара.

### Інші версії
У період першої Імперії з'явилася легенда, за якою Залізною Маскою був далекий предок Наполеона Бонапарта: за легендою, ця людина на острові Святої Маргарет зійшовся з дочкою тюремника, яка народила йому сина. Дитину незабаром відправили на Корсику, давши йому прізвище Буонапарте, що означає «хорошого походження».
Юнг (1873) разом з Різе («нім. Die eiserne Maske», Грайфсвальд, 1876) стверджує, що «залізна маска» був Лотаринзький дворянин Армуаз, який в 1672 очолював в іспанських Нідерландах змову проти Людовика XIV і був захоплений в 1673.
Інші, рано відкинуті і явно фантастичні, версії ототожнювали Залізну Маску з Ніколя Фуке, міністром Людовика XIV, дійсно померлим в Піньєроль, або з англійцем герцогом Монмутським, який повстав проти Якова II і був страчений в 1685.
Існує і версія, згідно з якою під маскою ховався справжній цар Петро I, що відправився у «Велике посольство», а в Росію замість нього повернувся самозванець.
Дуже оригінальна версія, запропонована в 1963 р французьким істориком Шарлем Бенекрутом. Він вважає, що Залізна Маска — це кардинал Мазаріні. В 1614 році з острова Полінезія був вивезений до Франції у віці 12 років тубілець-альбінос, по дивній випадковості як дві краплі води схожий на кардинала Мазаріні. Вперше його схожість з кардиналом виявив в 1655 році герцог де Голль. Він спробував підмінити Мазаріні і, за даними історика, у нього це чудово вийшло, причому після підміни тубілець обійняв місце міністра при дворі Людовика XIV, а на Мазаріні була надіта горезвісна «залізна маска».
В 1976 році радянський дослідник Ю. Б. Татаринов на базі «матричного системного аналізу» висловив припущення про те, що під «залізною маскою» ховалося по черзі кілька людей: спочатку екс-міністр Фуке, потім Маттіолі і Есташ Доже.

## Художні втілення

### Кіно
- Вільям Бейквелл — «Залізна маска» / The Iron Mask (США; 1929); режисер Аллан Дуон.
- Луїс Гейворд[en] — «Людина у Залізній масці[en]» / The Man in the Iron Mask (США; 1939); режисер Джеймс Вейл.
- Жан-Франсуа Порон[en] — «Залізна маска» / Le masque de fer (Італія, Франція; 1962); режисер Анрі Декуен.
- Річард Чемберлен — «Людина у залізній масці[en]» / The Man in the Iron Mask (Велика Британія, США; 1977); режисер Майк Ньюелл.
- Бо Бріджес — П'ятий мушкетер, або таємниця залізної маски / The Fifth Musketeer (ФРН, Австрія; 1979); режисер Кен Аннакін.
- Дмитро Харатьян — «Таємниця королеви Анни, або Мушкетери тридцять років потому» (Росія, 1993); реж. Юнгвальд-Хількевич Георгій Емілійович.
- Леонардо Ді Капріо — «Людина у залізній масці» / The Man in the Iron Mask (США, 1998); реж. Рендалл Воллес.
- «Версаль (телесеріал)[en]» / Versailles (Франція, Канада 2015).

### Мультсеріал
- «Качині історії» — епізод «залізна маска», що пародіює творчість Александра Дюма.